# Neferu
Neferu es una localización perteneciente al universo de ficción del juego de rol titulado Aventuras en la Marca del Este.

## Descripción
Neferu es una región situada en el norte del continente de Cirinea. Sus costas dan al Mar del Dragón, el brazo de agua que lo separa del continente Valion (donde se encuentra la Marca del Este).
Sus características geográficas y socioculturales son similares a las del Antiguo Egipto, en el que se inspira. Su nombre procede del egipcio Ta Set Neferu ("el lugar de la belleza"), que es como se denominó en la realidad al Valle de las Reinas.
La nación abarca un gran territorio desértico, en el que destacan las florecientes ciudades de Semerkhet y Utmose.
Los habitantes de Neferu se conocen entre ellos como Hijos de Ra, en clara alusión al dios solar de la mitología egipcia.
En cambio, las gentes de Valion llaman a todos los que provienen de este continente cirineos, independientemente de si son nacidos en Neferu o en cualquier otra región.